# Дейвид Гордън
Дейвид Гордън (на английски: David Gordon) е американски философ.
Той е роден на 7 април 1948 година. Защитава докторат по интелектуална история в Калифорнийския университет, Лос Анджелис. Автор е на критични трудове за неомарксизма и на изследвания върху философските основи на Австрийската школа. Силно повлиян от Мъри Ротбард, той сътрудничи на създадения от него Институт „Лудвиг фон Мизес“.